# Hanni Ehlers
Hanni Ehlers (* 2. August 1954 in Eutin) ist eine deutsche Übersetzerin.

## Leben
Hanni Ehlers absolvierte ein  Studium des Niederländischen, Englischen und Spanischen am Institut für Übersetzen und Dolmetschen der Universität Heidelberg. Sie lebt heute als freie Übersetzerin in Pronstorf.
Hanni Ehlers übersetzt erzählende Literatur aus dem  Niederländischen und Englischen ins Deutsche. 
Sie ist Mitglied im Verband deutschsprachiger Übersetzer literarischer und wissenschaftlicher Werke, VdÜ.

## Auszeichnung
- 2006: Else-Otten-Preis

## Übersetzungen
- Russell Artus: Eine Nacht wie alle anderen. München 1998.
- Carli Biessels: Benni und die Wörter. Weinheim 2000.
- Burny Bos: April, April! Ravensburg 1992. (übersetzt mit Regine Kämper)
- Burny Bos: Mein Vater wohnt in Rio. Ravensburg 1994. (übersetzt mit Regine Kämper)
- Renate Dorrestein: Alles voller Hoffnung. München 2011.
- Renate Dorrestein: Der Ausflug. München 2006.
- Renate Dorrestein: Das Erdbeerfeld. München 2005.
- Renate Dorrestein: Herz aus Stein. München 2009.
- Renate Dorrestein: Mein Sohn hat ein Sexleben und ich lese meiner Mutter Rotkäppchen vor. München 2007.
- Renate Dorrestein: Zurück auf Los! Berlin 2003.
- Jessica Durlacher: Emoticon. Zürich 2006.
- Jessica Durlacher: Das Gewissen. Zürich 1999.
- Jessica Durlacher: Schriftsteller! Zürich 2009.
- Jessica Durlacher: Der Sohn. Zürich 2012.
- Jessica Durlacher: Die Tochter. Zürich 2001.
- Anna Enquist: Die Betäubung. München 2012.
- Anna Enquist: Die Eisträger. München 2002.
- Anna Enquist: Die Erbschaft des Herrn de Leon. München 1997.
- Anna Enquist: Kontrapunkt. München 2008.
- Anna Enquist: Letzte Reise. München 2006.
- Anna Enquist: Das Meisterstück. München 1995.
- Anna Enquist: Die Verletzung. München 2001.
- Martha Heesen: Stoffel greift ein. Ravensburg 1997. (übersetzt mit Regine Kämper)
- Gerben Hellinga: Dollars. Berlin 2010.
- Trude de Jong: Lola der Bär. München 1993. (übersetzt mit Regine Kämper)
- Gábor Klaniczay: Heilige, Hexen, Vampire, vom Nutzen des Übernatürlichen. Berlin 1991. (übersetzt mit Sylvia Höfer)
- Guus Kuijer: Ich fühle mich wie Apfelmus. Ravensburg 1987. (übersetzt mit Regine Kämper)
- Guus Kuijer: Im Land der Nashornvögel. Ravensburg 1991. (übersetzt mit Regine Kämper)
- Guus Kuijer: Mensch, Olle. Ravensburg 1993. (übersetzt mit Regine Kämper)
- Guus Kuijer: Tina und der Schatz von Zweibeinland. Ravensburg 1990. (übersetzt mit Regine Kämper)
- Guus Kuijer: Tina und die Kunst, sich zu verlaufen. Ravensburg 1993. (übersetzt mit Regine Kämper)
- Guus Kuijer: Der Turm der schwarzen Steine. Ravensburg 1987. (übersetzt mit Regine Kämper)
- Joke van Leeuwen: Als mein Vater ein Busch wurde und ich meinen Namen verlor. Hildesheim 2012.
- Joke van Leeuwen: Augenblick mal. Hildesheim 2012.
- Joke van Leeuwen: Prinz Bussel. München 2002.
- Joke van Leeuwen: Rissi. Hildesheim 2006.
- Joke van Leeuwen: Viegelchen will fliegen. München 1999.
- Joke van Leeuwen: Weißnich. Hildesheim 2005.
- Donella H. Meadows: Die veruntreute Erde. Stuttgart 1995.
- Hélène Nolthenius: Die abgewandte Stadt. Zürich 1993.
- Nelleke Noordervliet: Das Paradies ist nicht weit. Wien 1999.
- Nelleke Noordervliet: Die Schatten von Pelican Bay. Wien 2005.
- Connie Palmen. Du sagst es. Roman. Diogenes, Zürich 2016, ISBN 978-3-257-06974-7.
- Connie Palmen: Die Erbschaft. Zürich 2001.
- Connie Palmen: Die Freundschaft. Zürich 1996.
- Connie Palmen: Ganz der Ihre. Zürich 2004.
- Connie Palmen: I. M. Zürich 1999.
- Connie Palmen: Idole und ihre Mörder. Zürich 2005.
- Connie Palmen: Logbuch eines unbarmherzigen Jahres. Diogenes, Zürich 2013, ISBN 978-3-257-06859-7.
- Connie Palmen: Luzifer. Zürich 2008.
- Els Pelgrom: Die Eichelfresser. Ravensburg 1996. (übersetzt mit Regine Kämper)
- Heleen van Royen: Die glückliche Hausfrau. Reinbek bei Hamburg 2002.
- Vittorio Dan Segre: Ein Glücksrabe. Frankfurt am Main 1993. (übersetzt mit Sylvia Höhler)
- John Vermeulen: Der Garten der Lüste. Zürich 2002.
- John Vermeulen: Der Maler des Verborgenen. Zürich 2011.
- John Vermeulen: Zwischen Gott und der See. Zürich 2005.
- Anke de Vries: Ein Räuber unterm Bett. Ravensburg 1990. (übersetzt mit Regine Kämper)
- Anke de Vries: Sägemehl im Kopf. Ravensburg 1993. (übersetzt mit Regine Kämper)
- Leon de Winter: Geronimo. Zürich 2016.
- Leon de Winter: Der Himmel von Hollywood. Zürich 2000.
- Leon de Winter: Leo Kaplan. Zürich 2001.
- Leon de Winter: Malibu. Zürich 2003.
- Leon de Winter: Place de la Bastille. Zürich 2005.
- Leon de Winter: Das Recht auf Rückkehr. Zürich 2009.
- Leon de Winter: Serenade. Zürich 1996.
- Leon de Winter: Zionoco. Zürich 1997.
- John Yeoman: Der Einsiedler und der Bär. Ravensburg 1988. (übersetzt mit Regine Kämper)